# Vincenzo Torrente
Vincenzo Torrente (Cetara, 12 febbraio 1966) è un allenatore di calcio ed ex calciatore italiano, di ruolo difensore.
Da giocatore ha legato il suo nome quasi unicamente al Genoa, squadra in cui ha militato per 15 anni su 19 totali di carriera.

## Caratteristiche tecniche

### Allenatore
Utilizza il modulo tattico 4-3-3.

## Carriera

### Giocatore
Dopo aver iniziato la sua attività in Prima Categoria con la maglia della squadra del suo paese, la Cetarese, della quale il padre Gaetano era presidente, fu tesserato dalla Nocerina, con la quale, dopo un periodo nelle formazioni giovanili, esordì in Serie C1 a sedici anni. Durante alcune partite di Coppa Italia e della nazionale di Serie C, nella quale era stato convocato, fu notato da Spartaco Landini, allora direttore sportivo del Genoa, che lo chiese in prestito per il Torneo di Viareggio. Le sue prestazioni in tale competizione convinsero il Genoa ad acquistarlo.
Diventato un elemento simbolo della società ligure, fu uno degli artefici della cavalcata del Grifone in Coppa UEFA durante la gestione di Osvaldo Bagnoli. Rimase al Genoa per ben 15 anni, fino al 2000, con la squadra in Serie B, e terminò la carriera con una stagione all'Alessandria.

### Allenatore

#### Gli inizi, Genoa
Richiamato da Luigi Dalla Costa, nel 2002 torna al Genoa inizialmente come primo allenatore, poi in coppia con Rino Lavezzini, non avendo ancora ottenuto il patentino di allenatore, sostituendo Claudio Onofri nella stagione in cui il Genoa si ritrova sull'orlo del fallimento e si salva dalla retrocessione grazie alla riammissione dovuta al Caso Catania.
Negli anni successivi, durante la gestione di Enrico Preziosi, rimane al Genoa alla guida delle squadre giovanili. Nel 2007 vince come allenatore della squadra Primavera il Torneo di Viareggio.
Nella stagione 2007-2008, nell'ambito della riorganizzazione del settore giovanile del Genoa, passa a ricoprire il ruolo di responsabile tecnico della formazione Allievi Nazionali.

#### Gubbio
Il 9 giugno 2009 diventa l'allenatore del Gubbio, in Lega Pro Seconda Divisione, firmando anche una clausola rescissoria che gli consentirebbe di liberarsi se ricevesse un'altra offerta vantaggiosa dal punto di vista economico o professionale. Qui ritrova nelle vesti di Direttore Tecnico Luigi Simoni, suo ex allenatore ai tempi del Genoa nel 1987-1988.
Il 13 giugno 2010 ottiene la promozione in Lega Pro Prima Divisione vincendo le finali dei play-off contro il San Marino. Su 38 partite la squadra ne ha vinte 19, pareggiate 10 e perse 9.
L'8 maggio 2011, battendo la Paganese per 3-1, porta il Gubbio in Serie B, categoria dalla quale la squadra mancava dalla stagione 1947-1948. La squadra, allestita con poco più di 1,3 milioni di euro, è stata in testa al campionato fin dall'8 dicembre 2010. In totale su 34 partite ne ha vinte 20, pareggiate 6 e perse 8. A fine stagione perde la Supercoppa di Lega di Prima Divisione contro la Nocerina..

#### Bari e Cremonese
Il 15 giugno seguente firma un contratto che lo lega per un anno al Bari, club neo-retrocesso in Serie B. Porta i pugliesi al 13º posto in campionato con 6 punti di penalizzazione, mentre in Coppa Italia viene eliminato al quarto turno. A fine stagione rinnova poi il contratto per un'altra stagione. Al secondo anno porta il Bari al 9º posto finale in campionato con 7 punti di penalizzazione e al secondo turno in Coppa Italia.
Il 4 giugno 2013 viene ingaggiato dalla Cremonese in Lega Pro, dove ritrova per la seconda volta come direttore tecnico Luigi Simoni, firmando un contratto biennale. Lo seguono in questa nuova esperienza il preparatore atletico Romano Mengoni e il preparatore dei portieri Giovanni Pascolini. Il giorno dopo viene presentato alla stampa. 

L'11 marzo 2014 viene esonerato dopo nove risultati utili consecutivi e quarto in classifica insieme ai suoi collaboratori successivamente alla sconfitta in trasferta contro la Pro Vercelli e viene sostituito da Davide Dionigi. 

Il 17 dicembre seguente ha rescisso il contratto con i grigiorossi.

#### Salernitana e Vicenza
Il 22 giugno 2015 firma un contratto annuale con la Salernitana in Serie B. Il 6 settembre al debutto vince il derby campano contro l'Avellino per 3-1 e il 15 novembre in occasione della vittoria per 1-0 contro il Novara raggiunge quota 100 vittorie da allenatore.
Il 2 febbraio 2016 viene sollevato dal suo incarico dopo aver ottenuto 23 punti in 24 giornate. Gli subentra Leonardo Menichini. 
Il 19 aprile 2017 firma un contratto fino a fine stagione con il Vicenza in Serie B, subentrando a Pierpaolo Bisoli; l'obiettivo è di salvare la squadra (quart'ultima in classifica, a sei giornate dalla fine del campionato), ma a fine campionato retrocede direttamente con i biancorossi, non riuscendo a raggiungere i play-out.

#### Sicula Leonzio e ritorno al Gubbio
Il 14 dicembre 2018 sottoscrive un contratto fino a fine stagione con la Sicula Leonzio, società della città siciliana di Lentini militante nel girone C di Serie C, arrivando tredicesimo ed ottenendo l'obiettivo salvezza con 42 punti, per poi lasciare la squadra a fine stagione.
Il 16 ottobre 2019 torna, dopo nove anni, al Gubbio, in sostituzione dell'esonerato Federico Guidi, ereditando la squadra al penultimo posto del girone B di Serie C e riuscendo a portarla ad una tranquilla salvezza con il 15º posto finale. Il 17 marzo 2021, dopo aver appena rinnovato il suo contratto con gli umbri, vince il derby in casa contro il Perugia per 3-2 dopo ben 73 anni dall’ultima volta, scrivendo una nuova pagina di storia del club eugubino. In questa stagione arriva invece 12º. La stagione seguente porta la squadra al 7⁰ posto venendo eliminata al secondo turno dei play-off dal Pescara (2-2) per via del peggior piazzamento nella classifica regolare. Nonostante l'ottima stagione con l'aggancio dei play-off per la promozione, le diverse vedute con la società in vista della stagione seguente hanno portato alla separazione.

#### Padova e Trapani
Il 13 dicembre 2022 viene nominato nuovo tecnico del Padova, in sostituzione dell'esonerato Bruno Caneo che lascia la squadra al 14⁰ posto con 23 punti dopo 18 giornate. La sua squadra si piazza al 5º posto con 36 punti raccolti in 20 giornate di campionato venendo eliminata al secondo turno dei play-off per mano della Virtus Verona. A fine stagione viene confermato per l’annata seguente. Porta il Padova fino alla finale di Coppa Italia Serie C 2023-2024 perdendola contro il Catania ai supplementari. L'8 aprile 2024, quando è secondo in classifica con 70 punti a tre giornate dalla fine del campionato viene inaspettatamente esonerato. Il 30 aprile rescinde quindi il contratto con il Padova.
Il 30 gennaio 2025 viene nominato nuovo tecnico del Trapani  in Serie C. Il 30 marzo successivo viene sollevato dall’incarico dalla società siciliana.

## Statistiche

### Presenze e reti nei club
| Stagione        | Squadra         | Campionato      | Campionato | Campionato | Coppe nazionali | Coppe nazionali | Coppe nazionali | Coppe continentali | Coppe continentali | Coppe continentali | Altre coppe | Altre coppe | Altre coppe | Totale | Totale |
| Stagione        | Squadra         | Comp            | Pres       | Reti       | Comp            | Pres            | Reti            | Comp               | Pres               | Reti               | Comp        | Pres        | Reti        | Pres   | Reti   |
| --------------- | --------------- | --------------- | ---------- | ---------- | --------------- | --------------- | --------------- | ------------------ | ------------------ | ------------------ | ----------- | ----------- | ----------- | ------ | ------ |
| 1982-1983       | Nocerina        | C1              | 3          | 0          | -               | -               | -               | -                  | -                  | -                  | -           | -           | -           | 4      | 0      |
| 1983-1984       | Nocerina        | C2              | 4          | 0          | -               | -               | -               | -                  | -                  | -                  | -           | -           | -           | 3      | 0      |
| 1984-1985       | Nocerina        | C1              | 3          | 0          | -               | -               | -               | -                  | -                  | -                  | -           | -           | -           | 3      | 0      |
| Totale Nocerina | Totale Nocerina | Totale Nocerina | 10         | 0          |                 | -               | -               |                    | -                  | -                  |             | -           | -           | 9      | 0      |
| 1985-1986       | Genoa           | B               | 21         | 0          | CI              | 2               | 0               | -                  | -                  | -                  | -           | -           | -           | 22     | 0      |
| 1986-1987       | Genoa           | B               | 32         | 0          | CI              | 4               | 0               | -                  | -                  | -                  | -           | -           | -           | 36     | 0      |
| 1987-1988       | Genoa           | B               | 31         | 1          | CI              | 4               | 0               | -                  | -                  | -                  | -           | -           | -           | 35     | 1      |
| 1988-1989       | Genoa           | B               | 34         | 0          | CI              | 5               | 0               | -                  | -                  | -                  | -           | -           | -           | 39     | 0      |
| 1989-1990       | Genoa           | A               | 27         | 1          | CI              | 0               | 0               | -                  | -                  | -                  | -           | -           | -           | 27     | 1      |
| 1990-1991       | Genoa           | A               | 33         | 1          | CI              | 2               | 0               | -                  | -                  | -                  | -           | -           | -           | 35     | 1      |
| 1991-1992       | Genoa           | A               | 28         | 0          | CI              | 6               | 0               | CU                 | 8                  | 0                  | -           | -           | -           | 42     | 0      |
| 1992-1993       | Genoa           | A               | 26         | 0          | CI              | 2               | 0               | -                  | -                  | -                  | -           | -           | -           | 28     | 0      |
| 1993-1994       | Genoa           | A               | 31         | 0          | CI              | 1               | 0               | -                  | -                  | -                  | -           | -           | -           | 32     | 0      |
| 1994-1995       | Genoa           | A               | 29+1       | 0          | CI              | 4               | 0               | -                  | -                  | -                  | -           | -           | -           | 34     | 0      |
| 1995-1996       | Genoa           | B               | 33         | 1          | CI              | 2               | 0               | -                  | -                  | -                  | -           | -           | -           | 35     | 1      |
| 1996-1997       | Genoa           | B               | 16         | 0          | CI              | 3               | 0               | -                  | -                  | -                  | -           | -           | -           | 19     | 0      |
| 1997-1998       | Genoa           | B               | 17         | 0          | CI              | 0               | 0               | -                  | -                  | -                  | -           | -           | -           | 17     | 0      |
| 1998-1999       | Genoa           | B               | 27         | 0          | CI              | 0               | 0               | -                  | -                  | -                  | -           | -           | -           | 27     | 0      |
| 1999-2000       | Genoa           | B               | 25         | 1          | CI              | 2               | 1               | -                  | -                  | -                  | -           | -           | -           | 27     | 2      |
| Totale Genoa    | Totale Genoa    | Totale Genoa    | 412        | 5          |                 | 37              | 1               |                    | 8                  | 0                  |             | -           | -           | 455    | 6      |
| 2000-2001       | Alessandria     | C1              | 21         | 0          | CI-C            | 0               | 0               | -                  | -                  | -                  | -           | -           | -           | 21     | 0      |
| Totale carriera | Totale carriera | Totale carriera | 440        | 5          |                 | 37              | 1               |                    | 8                  | 0                  |             | -           | -           | 485    | 6      |

### Statistiche da allenatore
Statistiche aggiornate al 30 marzo 2025. In grassetto le competizioni vinte.
| Stagione        | Squadra         | Campionato      | Campionato | Campionato | Campionato | Campionato | Coppe nazionali | Coppe nazionali | Coppe nazionali | Coppe nazionali | Coppe nazionali | Coppe continentali | Coppe continentali | Coppe continentali | Coppe continentali | Coppe continentali | Altre coppe | Altre coppe | Altre coppe | Altre coppe | Altre coppe | Totale | Totale | Totale | Totale | % Vittorie | Piazzamento       |
| Stagione        | Squadra         | Comp            | G          | V          | N          | P          | Comp            | G               | V               | N               | P               | Comp               | G                  | V                  | N                  | P                  | Comp        | G           | V           | N           | P           | G      | V      | N      | P      | %          | Piazzamento       |
| --------------- | --------------- | --------------- | ---------- | ---------- | ---------- | ---------- | --------------- | --------------- | --------------- | --------------- | --------------- | ------------------ | ------------------ | ------------------ | ------------------ | ------------------ | ----------- | ----------- | ----------- | ----------- | ----------- | ------ | ------ | ------ | ------ | ---------- | ----------------- |
| set.-ott. 2002  | Genoa           | B               | 5          | 2          | 2          | 1          | CI              | -               | -               | -               | -               | -                  | -                  | -                  | -                  | -                  | -           | -           | -           | -           | -           | 5      | 2      | 2      | 1      | 40,00      | Sub., ad interim  |
| 2009-2010       | Gubbio          | 2D              | 34+4       | 15+4       | 10         | 9          | CI-LP           | 10              | 7               | 2               | 1               | -                  | -                  | -                  | -                  | -                  | -           | -           | -           | -           | -           | 48     | 26     | 12     | 10     | 54,17      | 3º (prom.)        |
| 2010-2011       | Gubbio          | 1D              | 34         | 20         | 6          | 8          | CI+CI-LP        | 2+1             | 1+0             | 0+0             | 1+1             | -                  | -                  | -                  | -                  | -                  | SdL-1D      | 2           | 0           | 1           | 1           | 39     | 21     | 7      | 11     | 53,85      | 1º (prom.)        |
| 2011-2012       | Bari            | B               | 42         | 14         | 14         | 14         | CI              | 3               | 2               | 0               | 1               | -                  | -                  | -                  | -                  | -                  | -           | -           | -           | -           | -           | 45     | 16     | 14     | 15     | 35,56      | 13º               |
| 2012-2013       | Bari            | B               | 42         | 16         | 12         | 14         | CI              | 1               | 0               | 0               | 1               | -                  | -                  | -                  | -                  | -                  | -           | -           | -           | -           | -           | 43     | 16     | 12     | 15     | 37,21      | 10º               |
| Totale Bari     | Totale Bari     | Totale Bari     | 84         | 30         | 26         | 28         |                 | 4               | 2               | 0               | 2               |                    | -                  | -                  | -                  | -                  |             | -           | -           | -           | -           | 88     | 32     | 26     | 30     | 36,36      |                   |
| 2013-mar. 2014  | Cremonese       | 1D              | 24         | 10         | 8          | 6          | CI+CI-LP        | 2+6             | 1+3             | 0+1             | 1+2             | -                  | -                  | -                  | -                  | -                  | -           | -           | -           | -           | -           | 34     | 14     | 10     | 10     | 41,18      | Eson.             |
| 2015-feb. 2016  | Salernitana     | B               | 24         | 5          | 8          | 11         | CI              | 3               | 2               | 0               | 1               | -                  | -                  | -                  | -                  | -                  | -           | -           | -           | -           | -           | 27     | 7      | 8      | 12     | 25,93      | Eson.             |
| apr.-giu. 2017  | Vicenza         | B               | 6          | 1          | 1          | 4          | CI              | -               | -               | -               | -               | -                  | -                  | -                  | -                  | -                  | -           | -           | -           | -           | -           | 6      | 1      | 1      | 4      | 16,67      | Sub., 20º (retr.) |
| dic. 2018-2019  | Sicula Leonzio  | C               | 20         | 6          | 5          | 9          | CI-C            | -               | -               | -               | -               | -                  | -                  | -                  | -                  | -                  | -           | -           | -           | -           | -           | 20     | 6      | 5      | 9      | 30,00      | Sub., 13º         |
| ott. 2019-2020  | Gubbio          | C               | 18         | 5          | 7          | 6          | CI-C            | -               | -               | -               | -               | -                  | -                  | -                  | -                  | -                  | -           | -           | -           | -           | -           | 18     | 5      | 7      | 6      | 27,78      | Sub., 15º         |
| 2020-2021       | Gubbio          | C               | 38         | 12         | 12         | 14         | -               | -               | -               | -               | -               | -                  | -                  | -                  | -                  | -                  | -           | -           | -           | -           | -           | 38     | 12     | 12     | 14     | 31,58      | 12º               |
| 2021-2022       | Gubbio          | C               | 38+2       | 12+1       | 16+1       | 10         | CI-C            | 1               | 0               | 0               | 1               | -                  | -                  | -                  | -                  | -                  | -           | -           | -           | -           | -           | 41     | 13     | 17     | 11     | 31,71      | 7º                |
| Totale Gubbio   | Totale Gubbio   | Totale Gubbio   | 168        | 69         | 52         | 47         |                 | 14              | 8               | 2               | 4               |                    | -                  | -                  | -                  | -                  |             | 2           | 0           | 1           | 1           | 184    | 77     | 55     | 52     | 41,85      |                   |
| dic. 2022-2023  | Padova          | C               | 20+2       | 9+1        | 9          | 2+1        | CI+CI-C         | -               | -               | -               | -               | -                  | -                  | -                  | -                  | -                  | -           | -           | -           | -           | -           | 22     | 10     | 9      | 3      | 45,45      | Sub., 5º          |
| 2023-apr. 2024  | Padova          | C               | 35         | 19         | 13         | 3          | CI-C            | 8               | 6               | 0               | 2               | -                  | -                  | -                  | -                  | -                  | -           | -           | -           | -           | -           | 43     | 25     | 13     | 5      | 58,14      | Eson.             |
| Totale Padova   | Totale Padova   | Totale Padova   | 57         | 29         | 22         | 6          |                 | 8               | 6               | 0               | 2               |                    | -                  | -                  | -                  | -                  |             | -           | -           | -           | -           | 65     | 35     | 22     | 8      | 53,85      |                   |
| gen.-mar. 2025  | Trapani         | C               | 9          | 2          | 1          | 6          | CI-C            | 1               | 0               | 0               | 1               | -                  | -                  | -                  | -                  | -                  | -           | -           | -           | -           | -           | 10     | 2      | 1      | 7      | 20,00      | Sub., Eson.       |
| Totale carriera | Totale carriera | Totale carriera | 397        | 154        | 125        | 118        |                 | 38              | 22              | 3               | 13              |                    | -                  | -                  | -                  | -                  |             | 2           | 0           | 1           | 1           | 437    | 176    | 129    | 132    | 40,27      |                   |

## Palmarès

### Giocatore

#### Competizioni nazionali
- Campionato italiano di Serie B: 1

Genoa: 1988-1989

#### Competizioni internazionali
- Coppa Anglo-Italiana: 1

Genoa: 1995-1996

### Allenatore

#### Club

##### Competizioni giovanili
- Torneo di Viareggio: 1

Genoa: 2007

##### Competizioni nazionali
- Lega Pro Prima Divisione: 1

Gubbio: 2010-2011 (girone A)

#### Individuale
- Panchina d'oro Prima Divisione: 1

2010-2011